# Harry Brinkman
H.N.G. (Harry) Brinkman (2 september 1950) is een Nederlands politicus. Van april 2003 tot april 2015 was hij burgemeester van de gemeente Beemster.

## Opleiding en werk
Brinkman voltooide de hbo-opleidingen elektronica en later bedrijfskunde aan de Hogeschool van Amsterdam. Hierna werkte hij onder meer bij de Koninklijke Luchtmacht, de NAVO, Fokker en als ambtenaar bij het Ministerie van Sociale Zaken en Werkgelegenheid.

## Openbaar bestuur
Namens het CDA werd Brinkman actief in de gemeentepolitiek in Purmerend en was hij achtereenvolgens fractieassistent, gemeenteraadslid, fractievoorzitter en wethouder. In 2003 volgde zijn benoeming in Beemster als opvolger van de plotseling overleden Erik Postma. Op 8 april 2003 werd Brinkman benoemd tot ridder in de Orde van Oranje-Nassau voor zijn werkzaamheden in het openbaar bestuur en op 15 april 2003 ontving hij de eremedaille van de stad Purmerend bij zijn afscheid als wethouder aldaar.
Op 24 juni 2014 deelde Brinkman aan de gemeenteraad mee, dat hij in april 2015 géén derde ambtstermijn aangaat; en ontslag heeft ingediend bij de koning per 7 april 2015. Joyce van Beek is hem per 16 april 2015 opgevolgd. Op 1 april 2015 werd Brinkman bij zijn afscheid bevorderd tot officier in de Orde van Oranje-Nassau en tevens ontving hij de erepenning van de gemeente Beemster.

## Nevenfuncties
- President van de Organisatie van Werelderfgoedsteden
- Bestuurslid van de International Council On Monuments and Sites (ICOMOS NL)